# Qalyub
Qalyub (arabiska: قاليوب, Qalyūb) är en av de största städerna i guvernementet Al-Qalyubiyya, Egypten. Staden ligger i nildeltat strax norr om huvudstaden Kairo och har cirka 130 000 invånare.